# Signaculum
Als Signaculum (Diminutiv des lateinischen signum, „Zeichen“) werden antike Objekte bezeichnet, die zur Identifizierung eines Objekts oder einer Person dienten. Eine besondere Form der signacula wurde in den römischen Legionen als eine Form von soldatischen Erkennungsmarken benutzt.

## Militärische Bedeutung
Soldaten erhielten bei ihrer Aufnahme in die römische Armee nach der Musterung (probatio) und der Eintragung in die Personalakten der Militärverwaltung ein signaculum. Dabei handelte es sich um ein Bleisiegel, das der Rekrut an einem Riemen oder einer Schnur um den Hals tragen musste. Von diesem Zeitpunkt an wurde er als signatus (Gekennzeichneter) bezeichnet. Später folgte noch ein militärischer Eid (sacramentum militare), durch den die Aufnahme in die Legion abgeschlossen wurde. Mit dem signaculum als Erkennungsmarke konnte ein Legionär sich immer ausweisen und konnte auch nach seinem Tod auf dem Schlachtfeld, selbst bei Verstümmlung, identifiziert werden.
In den Acta Maximiliani, einem Märtyrerbericht über den Tod des Maximilianus von Numidien im Jahr 295, wird die Bedeutung des signaculum als Zeichen für die Zugehörigkeit zur Armee deutlich. Darin wird geschildert, wie der Christ Maximilianus in die römische Armee aufgenommen werden soll und dafür seine Personalakte angelegt wird, er dies aber ablehnt, da der Kriegsdienst seinen religiösen Überzeugungen widerspreche. Er führt aus:

„Non accipio signaculum saeculi; et si signaveris, rumpo illud, quia nihil valet. Ego Christianus sum, non licet mihi plumbum collo portare, post signum salutare Domini mei Jesu Christi...“

„Ich nehme das signaculum nicht an; wenn es mir trotzdem gegeben wird, werde ich es zerbrechen, weil es nichts bedeutet. Ich bin Christ, es ist mir nicht gestattet, das Blei um den Hals zu tragen, nachdem ich das Zeichen meines Herrn Jesu Christi empfangen habe“

In der Spätantike wurde der Dienst in der Armee zunehmend zu einem Zwang, dem die Rekruten nicht freiwillig nachkamen; die Verpflichtung zum Heerdienst wurde nun auch vererbt. Daher ging man zu einem anderen Verfahren der Kennzeichnung über, nämlich der Tätowierung, die durch den Betreffenden nicht einfach rückgängig gemacht werden konnte. Diese Praxis schildert der Militärschriftsteller Flavius Vegetius Renatus in seiner Epitoma rei militaris, wobei er den Tätowierten als signatus bezeichnet, also in seiner Wortwahl einen Rückgriff auf die alte Praxis der Überreichung des signaculum durchführt.

„Sed non statim punctis signorum inscribendus est tiro delectus verum ante exercitio pertemptandus, ut utrum vere tanto operi aptus sit possit agnosci. [...] Signatis itaque tironibus per cotidiana exercitia armorum est demonstranda doctrina.“

„The recruit should not be tattooed with the pin-pricks of the official mark as soon as he has been selected, but first be thoroughly tested in exercises so that it may be established whether he is truly fitted for so much effort. [...] So once the recruits have been tattooed the science of arms should be shown them in daily training.“

Roy W. Davies geht daher davon aus, dass man spätestens mit dem Beginn der Spätantike zum Tätowieren überging; den Bericht aus den Acta Maximiliani bezeichnet er als Einzelfall, in dem man noch auf die ältere Methode zurückgegriffen habe. Außerdem überträgt er den Ablauf der Aufnahme ins Heer, wie ihn Vegetius schildert, komplett auf die frühere Praxis der Kaiserzeit, geht also davon aus, dass ein römischer Soldat grundsätzlich erst nach der mindestens viermonatigen Grundausbildung zum signatus wurde. Besonders hinsichtlich dieser Übertragung wurde Davies durch Konrad Stauner widersprochen. Dieser weist darauf hin, dass die Verleihung des signaculum in den Acta Maximiliani zusammen mit der Aufnahme der Personalien des Rekruten durchgeführt wird, diese muss aber natürlich vor den Tauglichkeitsprüfungen stattgefunden haben. Außerdem hätte Maximilianus, der das Führen von Waffen ablehnte, wohl kaum vier Monate militärisches Training mitgemacht, um danach bei der Aufnahme ins Heer vehement zu protestieren.
J. de Mayol de Lupé glaubt, die Acta Maximiliani und die Vegetius-Stelle zumindest für die spätantike Praxis in Einklang bringen zu können. Ihm zufolge hätten die Rekrutierten bei ihrer ersten Meldung bei der Militärverwaltung (auch noch im späten römischen Reich) ein signaculum erhalten, das wieder zerbrochen werden konnte, wenn sich der Betreffende als nicht wehrtauglich herausstellen sollte. Nach erfolgreichen Eignungstests sei dann schließlich die Tätowierung zur dauerhaften Kennzeichnung erfolgt.